# Bahamaans honkbalteam

Vlag van de Bahama's.

Het Bahamaans honkbalteam is het nationale honkbalteam van de Bahama's. Het team vertegenwoordigt de eilandengroep tijdens internationale wedstrijden. De manager is Jeffrey Francis. 
Het Bahamaanse honkbalteam hoort bij de Pan-Amerikaanse Honkbal Confederatie (COPABE). 